# فريق الأمم المتحدة رفيع المستوى المعني بالتهديدات والتحديات والتغيير
تم إنشاء فريق الأمم المتحدة رفيع المستوى المعني بالتهديدات والتحديات والتغيير في عام 2003 لتحليل التهديدات والتحديات التي تواجه السلام والأمن الدوليين، والتوصية باتخاذ إجراءات بناءً على هذا التحليل. وترأس الاجتماع رئيس وزراء تايلاند السابق، أناند بانياراتشون، وكان من بين أعضائه مستشار الأمن القومي الأمريكي السابق، برنت سكوكروفت، بالإضافة إلى العديد من رؤساء الحكومات ووزراء الخارجية السابقين كأعضاء.
وفي كانون الأول / ديسمبر 2004، أصدر تقريرا عن التهديدات التي يتعرض لها السلام والأمن.

## التهديدات العشرة
حدد الفريق في تقريره لعام 2004 عشرة تهديدات:
1. الفقر
2. الأمراض المعدية
3. التدهور البيئي
4. الحرب بين الدول
5. الحرب الأهلية
6. الإبادة الجماعية
7. الفظائع الأخرى (على سبيل المثال، التجارة بالنساء والأطفال من أجل الاسترقاق الجنسي، أو سرقة أعضاء الجسم)
8. أسلحة الدمار الشامل ( الانتشار النووي، انتشار الأسلحة الكيميائية، انتشار الأسلحة البيولوجية)
9. الإرهاب
10. الجريمة المنظمة عبر الوطنية